# 単位的多元環
数学における多元環（必ずしも結合的でない）が単位的（たんいてき、英: unitary）または単型 (unital) であるとは、それが内部乗法 × に対する単位元 1（すなわちその多元環の任意の x に対して 1 × x = x × 1 = x を満たす元）を持つときに言う。この単位元は右単位元および左単位元として一意である。
さらに多元環が結合的ならば、単位的であることはその多元環の元全体が乗法に関してモノイドを成すことと言っても同じである。

## 単位的環との関係
多元環 E が（多元環が係数をとる（可換）環 A が持つ二種類の内部演算は数えないとすれば）三つの演算を持つことを思い出そう:
- 内部加法演算 (ベクトルの加法（フランス語版）) +: E × E → E;
- 内部乗法演算 (双線型写像) ×: E × E → E;
- 外部乗法演算 (スカラー倍) ⋅: A × E → E.

このような E が単位的として、その単位元を 1E と書けば:
λ⋅x = λ⋅(1E × x) = (λ⋅1E) × x (∀λ∈A, ∀x∈E)
が成立する。各スカラー λ ∈ A をベクトル λ⋅1E ∈ E を同一視すれば、スカラー λ を掛ける外部スカラー乗法は、ベクトル λ⋅1E を掛ける内部乗法として実現できる。このように二つの乗法演算を同一視することにより、単位的多元環は二つの内部演算を持つ単位的環（ただし、必ずしも結合的でない）と見なすことができる。
典型的な例は超複素数系であり、場合によってそれらを単位的多元環と見たり単に（必ずしも結合的でない）単位的環と見たりすることができる。